# Anna Carena
Anna Carena (eigentlich Giuseppina Galimberti; * 30. Januar 1899 in Mailand; † 15. April 1990 ebenda) war eine italienische Schauspielerin.

## Leben
Die Tochter von Giuseppe Galimberti und Irene Colombo debütierte 1924 unter ihrem Geburtsnamen im Ensemble von Annibale Beltrone. Danach waren ihre nächsten Stationen die Schauspieltruppen von Ferrero/Rossi, von Luigi Chiarini und Uberto Palmarini. 1928 wurde sie Hauptdarstellerin bei Leo Garavaglia und Franco Schirato. Nach einer Spielzeit neben Giovanni Barrella bei den „Filodrammatici“ ihrer Heimatstadt akzeptierte sie 1931 ein Angebot von Paolo Bonecchi als erste Dame seiner Dialekttruppe beim „Teatro di Principe“ (ebenfalls in Mailand, wie sie überhaupt zeitlebens ihrer Heimatstadt verbunden blieb). Ein großer Erfolg war, nunmehr unter Künstlernamen, La gibigianna von Carlo Bertolazzi.
Von 1933 an führte Carena ein eigenes Ensemble, mit dem sie zwei Spielzeiten etwas frischen Wind und moderne Inszenierungen für Dialektstücke umzusetzen versuchte. Nach einer mehrjährigen Pause beschritt sie mit einem Puppentheater im „Caffè Campari“ neue Wege, bevor sie sich wieder Schauspielerei, diesmal mit Annibale Ninchi und Margit Lanczy, widmete. Schließlich führte sie 1952 Regie im „Mediolanum“ beim Stück Cinquant'anni sul goeubb, das etliche Aufführungen erlebte.
Im Kino sah man Carena erst verspätet, ab 1941, und immer in Nebenrollen und weniger bedeutenden Auftritten, deren Höhepunkt vielleicht die effizient gespielte „Argìa“ in Die Mühle am Po darstellt. 1972 nahm sie letztmals ein Filmangebot an. Bis 1983 schlossen sich einige Fernsehserien an.
Carena war mit Alcide Fraschini bis zu dessen Tod verheiratet.

## Filmografie (Auswahl)
- 1941: Piccolo mondo antico
- 1942: Lüge einer Sommernacht (4 passi fra le nuvole)
- 1948: Die Mühle am Po (Il mulino del Po)
- 1951: Das Wunder von Mailand (Miracolo a Milano)
- 1952: Der Mantel (Il cappotto)
- 1972: Bianco, rosso e…
- 1969: Sonnenblumen (I girasoli)
- 1983: Piccolo mondo antico (Fernsehserie)